# Columbus Destroyers
I Columbus Destroyers erano una squadra di Arena Football League con sede a Columbus, Ohio. La squadra è stata fondata nel 1999 e ha chiuso nel 2008.